# Saint-Antonin-du-Var
Saint-Antonin-du-Var település Franciaországban, Var megyében. Lakosainak száma 808 fő (2022. január 1.). Saint-Antonin-du-Var Entrecasteaux, Flayosc, Lorgues, Salernes, Le Thoronet és Villecroze községekkel határos.

## Népesség
A település népessége az elmúlt években az alábbi módon változott:
| Lakosok száma | 717  | 748  | 757  | 741  | 737  | 722  | 735  | 745  | 808  |
|               | 2013 | 2015 | 2016 | 2017 | 2018 | 2019 | 2020 | 2021 | 2022 |